# Berlino Est
Berlino Est (in tedesco Ostberlin) è il nome con cui viene convenzionalmente denominato il settore orientale di Berlino durante il periodo di esistenza della Germania Est, della quale fu capitale.
Alla conferenza di Jalta la capitale tedesca venne divisa in quattro settori di occupazione, ognuno dei quali assegnato a una delle potenze vincitrici della seconda guerra mondiale; nel 1949 il settore sovietico venne proclamato "capitale della Repubblica Democratica Tedesca", nella quale - nonostante le proteste da parte degli alleati occidentali - venne progressivamente integrata. Il frequente uso del termine Sowjetsektor, al posto del più neutrale Berlin Ost (nel parlato più spesso Ost-Berlin), era espressione del non riconoscimento da parte occidentale di questa integrazione, mentre nella terminologia orientale il Demokratisches Berlin (Berlino democratica) dei primi anni divenne presto Berlin, Hauptstadt der DDR (Berlino, capitale della RDT).

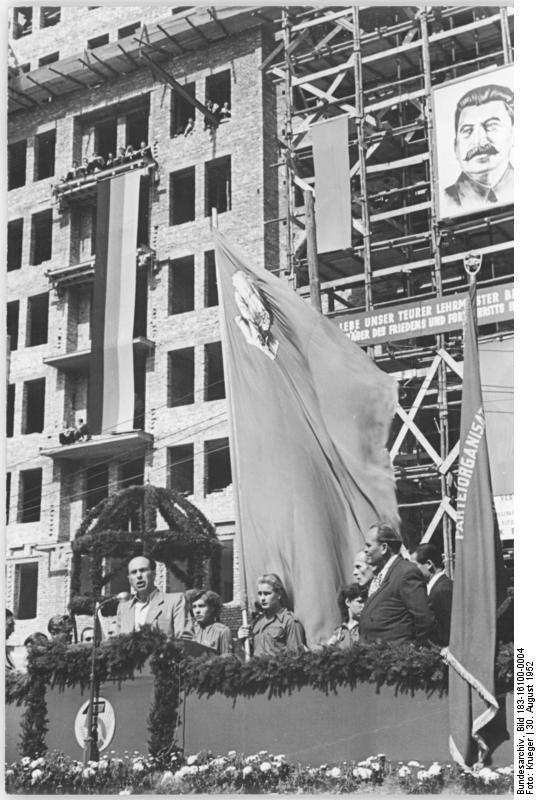
Cerimonia durante la costruzione dei blocchi B della Stalinallee (30 agosto 1952)

Il territorio di Berlino Est corrispondeva a 403 degli 883 chilometri quadrati della superficie di Berlino.
Anche nell'importante settore della costruzione di abitazioni a Berlino Est venne assegnata la funzione di avanguardia; nei primi anni cinquanta vennero costruiti i palazzi residenziali della Stalinallee come primo esempio di una nuova architettura popolare sontuosa (Arbeiterpalast).
A partire dal 13 agosto 1961 e fino al 9 novembre 1989 venne separata da Berlino Ovest dal Muro di Berlino, in seguito abbattuto.
Con le risorse dedicate alla creazione di una capitale socialista nacquero (soprattutto negli anni sessanta e settanta) strutture nuove come la torre della televisione e la Weltzeituhr ad Alexanderplatz; negli anni ottanta prevalsero le ricostruzioni di edifici storici distrutti nella seconda guerra mondiale (Duomo, Gendarmenmarkt, Nikolaiviertel), ma anche la realizzazione di grandi quartieri periferici (Marzahn, Hohenschönhausen e Hellersdorf).

## Suddivisione amministrativa
Berlino Est era inizialmente composta dagli 8 distretti urbani (Stadtbezirke) assegnati al settore di occupazione sovietico:
- Friedrichshain
- Köpenick
- Lichtenberg
- Mitte
- Pankow
- Prenzlauer Berg
- Treptow
- Weißensee

Negli anni Settanta e Ottanta, in concomitanza con una forte espansione edilizia e demografica, furono fondati 3 nuovi distretti urbani:
- 1979 = Marzahn (scorporato da Lichtenberg)
- 1985 = Hohenschönhausen (scorporato da Weißensee)
- 1986 = Hellersdorf (scorporato da Marzahn)

## Borgomastri di Berlino Est (Oberbürgermeister)
| Borgomastro           | Partito | Periodo                           | Note        |
| --------------------- | ------- | --------------------------------- | ----------- |
| Friedrich Ebert       | SED     | 30 novembre 1948–5 luglio 1967    |             |
| Herbert Fechner       | SED     | 5 luglio 1967–11 febbraio 1974    |             |
| Erhard Krack          | SED/PDS | 11 febbraio 1974–15 febbraio 1990 |             |
| Ingrid Pankraz        | PDS     | 15 febbraio 1990–23 febbraio 1990 | commissario |
| Christian Hartenhauer | PDS     | 23 febbraio 1990–30 maggio 1990   |             |
| Tino Schwierzina      | SPD     | 30 maggio 1990–11 gennaio 1991    |             |
| Thomas Krüger         | SPD     | 11 gennaio 1991–24 gennaio 1991   | commissario |

## Comandanti sovietici e tedesco-orientali di Berlino Est
| Nome                | Mandato                              |
| ------------------- | ------------------------------------ |
| Nikolaj Berzarin    | 2 maggio 1945 – 16 giugno 1945       |
| Aleksandr Gorbatov  | 17 giugno 1945 – 19 novembre 1945    |
| Dmitrij Smirnov     | 19 novembre 1945 – 1º aprile 1946    |
| Aleksandr Kotikov   | 1º aprile 1946 – 7 giugno 1950       |
| Sergej Dengin       | 7 giugno 1950 – aprile 1953          |
| Pëtr Dibrova        | aprile 1953 – 23 giugno 1956         |
| Andrej Čamov        | 28 giugno 1956 – 26 febbraio 1958    |
| Nikolaj Zacharov    | 26 febbraio 1958 – 9 maggio 1961     |
| Andrej Solov'ev     | 9 maggio 1961 – 22 agosto 1962       |
| Helmut Poppe        | 22 agosto 1962 – 31 maggio 1971      |
| Artur Kunath        | 1º giugno 1971 – 31 agosto 1978      |
| Karl-Heinz Drews    | 1º settembre 1978 – 31 dicembre 1988 |
| Wolfgang Dombrowski | 1º gennaio 1989 – 30 settembre 1990  |
| Detlef Wendorf      | 1º ottobre 1990 – 2 ottobre 1990     |

## Dopo la caduta del Muro
Nella stessa tarda serata del 9 novembre 1989 la collaborazione tra le amministrazioni, le forze dell'ordine e gli altri enti pubblici delle due metà separate, interrotta quasi completamente da tre decenni, riprese a funzionare. 
Il 3 ottobre 1990, contemporaneamente alla riunificazione tedesca, Berlino Est e Berlino Ovest tornarono ufficialmente a essere una sola città. Poiché le cariche separate dei sindaci di Berlino Est e Ovest erano in scadenza all'epoca, le elezioni cittadine del dicembre dello stesso anno portarono all'elezione del primo sindaco "di tutta Berlino"; Eberhard Diepgen (un ex sindaco di Berlino Ovest) assunse l'incarico nel gennaio 1991 divenendo il primo cittadino eletto di una Berlino riunificata.

## Galleria d'immagini

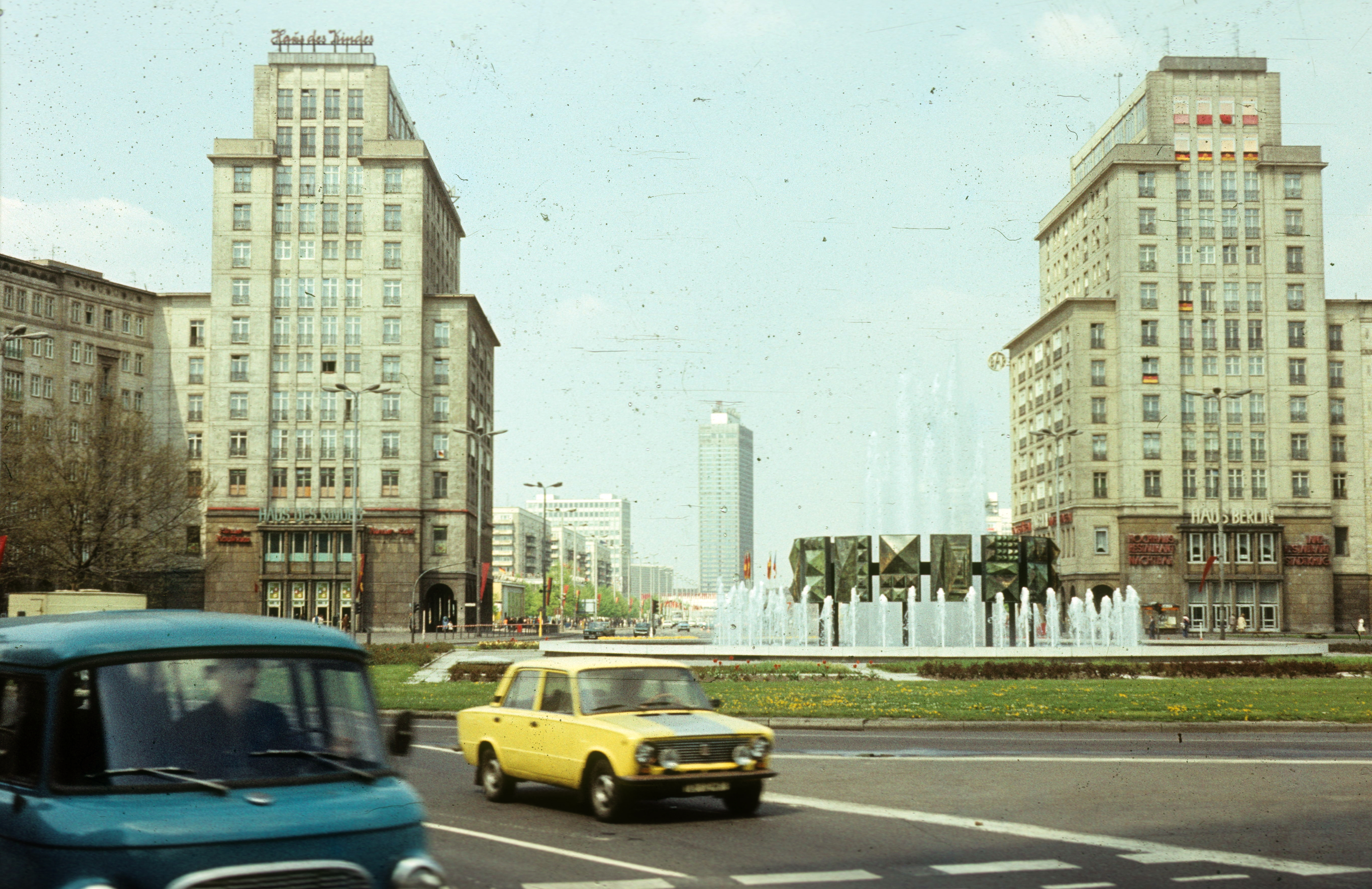
Strausberger Platz all'inizio della Karl-Marx-Allee, 1976
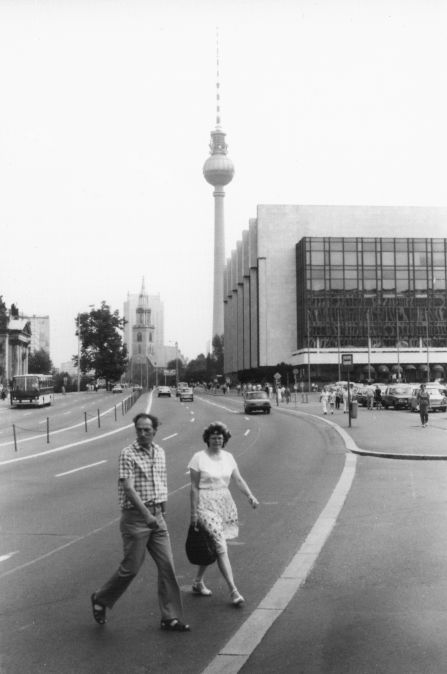
Marx-Engels Platz e il Palast der Republik a Berlino Est nell'estate del 1989. La torre della televisione è visibile nello sfondo
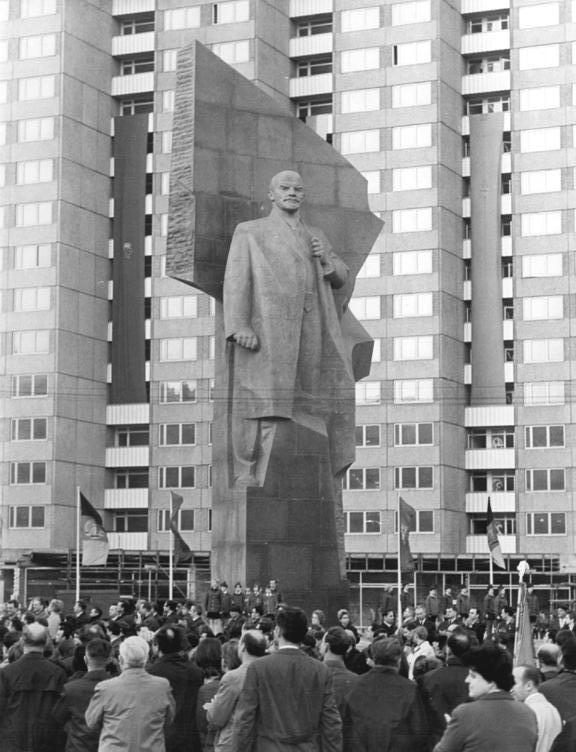
Leninplatz durante la sua inaugurazione, 1970
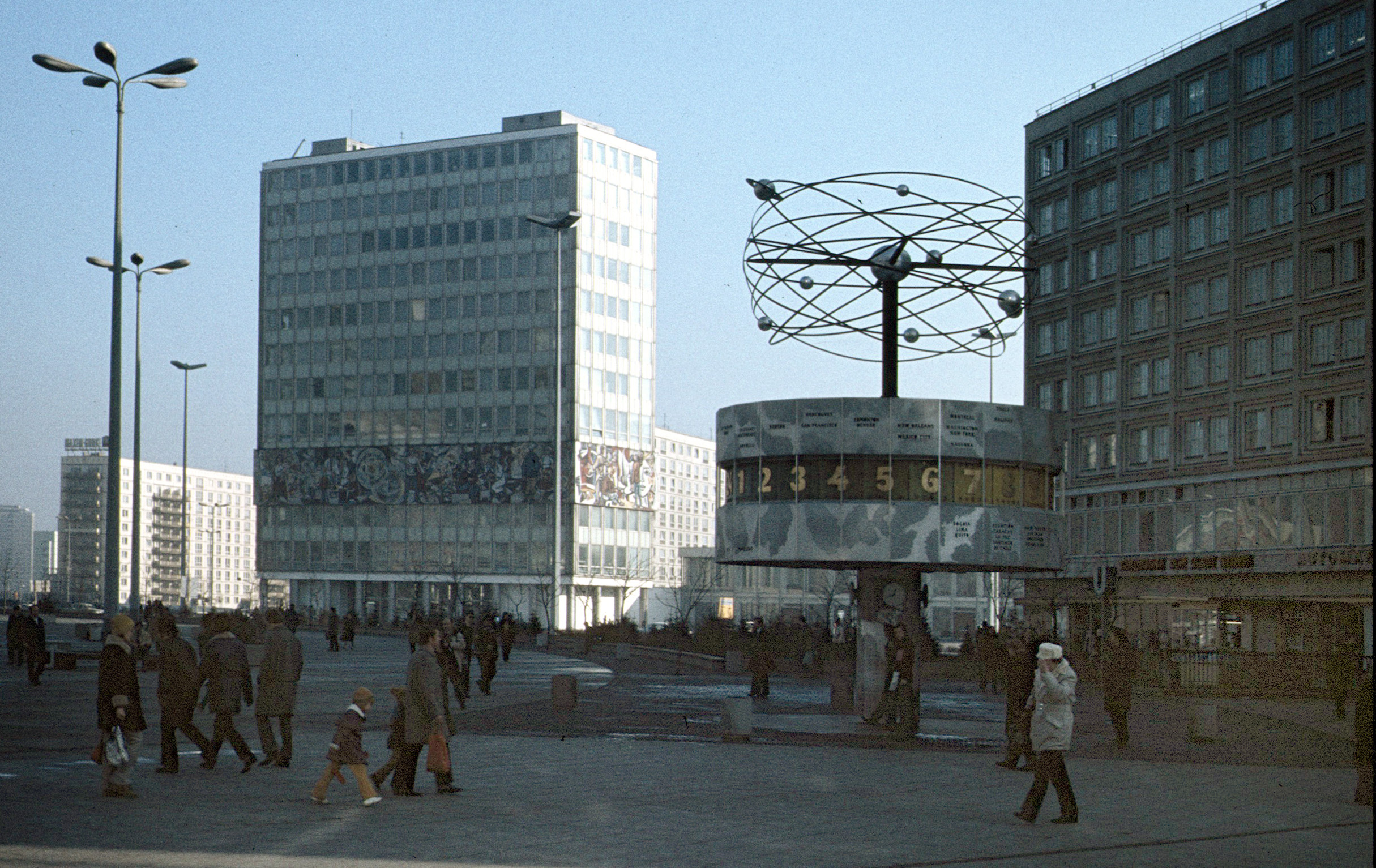
Alexanderplatz nel 1974, sono visibili la Haus des Lehrers, con il suo mosaico, e la Urania Weltzeituhr